# George Poindexter

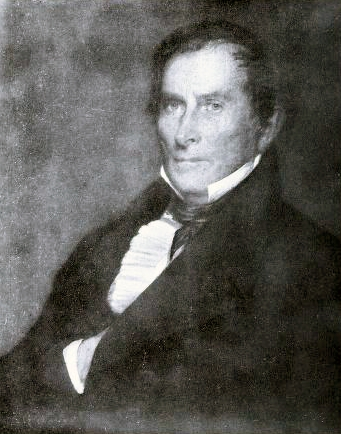
George Poindexter

George Poindexter, född 1779 i Louisa County, Virginia, död 5 september 1853 i Jackson, Mississippi, var en amerikansk politiker. Han representerade delstaten Mississippi i båda kamrarna av USA:s kongress. Han var ledamot av USA:s representanthus 1817–1819 och ledamot av USA:s senat 1830–1835. Han var guvernör i Mississippi 1820–1822. Han representerade Mississippiterritoriet som en icke röstberättigad delegat i kongressen 1807–1813.
Poindexter studerade juridik och inledde 1800 sin karriär som advokat i Virginia. Han flyttade 1802 till Mississippiterritoriet. Han representerade territoriet i kongressen och var federal domare 1813-1817. När Mississippi 1817 blev delstat, valdes Poindexter till delstatens första ledamot av USA:s representanthus. Han efterträddes 1819 av Christopher Rankin.
Poindexter efterträdde 1820 David Holmes som guvernör. Han efterträddes två år senare av Walter Leake. Senator Robert H. Adams avled 1830 i ämbetet och efterträddes av Poindexter.
Poindexter hörde först till Andrew Jacksons anhängare men blev sedan en av presidentens motståndare. Han var president pro tempore of the United States Senate, senatens tillförordnade talman, från juni till november 1834. Poindexter efterträddes 1835 som senator av demokraten Robert J. Walker.
Poindexters grav finns på Greenwood Cemetery i Jackson.